# 臺北市政府工務局道路挖掘管理中心
25°01′35.9″N 121°31′06.5″E / 25.026639°N 121.518472°E
臺北市政府工務局道路挖掘管理中心（簡稱臺北市道管中心、道管中心），是臺北市政府工務局所屬單位，由臺北市政府工務局主管。統籌管理各單位各自挖掘需求、施工排程等作業，提升道路挖補效率，並加強管理作業。
2015年1月30日臺北市道路維護暨資訊管理中心及臺北市管線統一挖掘暨資訊管理中心合併為任務編組單位「臺北市道路管線暨資訊中心」，2015年7月1日成立。2021年9月1日起，納入工務局正式單位編制，且同步更名為「臺北市政府工務局道路挖掘管理中心」。

## 外部連結
- 臺北市道路管線暨資訊中心 （页面存档备份，存于）